# لوکا (ناحیه تشسکا لیپا)
لوکا (به چکی: Luka) یک منطقهٔ مسکونی در جمهوری چک است که در ناحیه تشسکا لیپا واقع شده‌است.